# Armée nationale républicaine (Russie)
Pour les articles homonymes, voir Armée nationale républicaine.
L'Armée nationale républicaine (en russe Национальная республиканская армия, Natsional'naya respublikanskaya armiya, NRA) est un groupuscule russe d'opposition à la politique de Vladimir Poutine.

## Idéologie
Parmi les objectifs de l'organisation figure la « destruction » du président de la Russie Vladimir Poutine, qu'elle qualifie d'« usurpateur du pouvoir et criminel de guerre » et responsable selon elle d'une « guerre fratricide entre les peuples slaves » et de l'envoi de « soldats russes à une mort certaine et insensée »,,.

## Histoire
L'organisation est fondée en avril 2022 en réaction à l'invasion de l'Ukraine par la Russie. Elle serait composée de partisans et d'anciens officiers et militaires russes cherchant à renverser le gouvernement de Vladimir Poutine par des actions ciblées de sabotage, d'attentat ou d'assassinat,. Le 31 août, elle s'allie aux forces armées ukrainiennes. Elle doit prendre part à la création d'une formation politique commune avec l'Ukraine qui serait dirigée par Ilia Ponomarev, ancien député russe de la Douma en exil à Kyïv.
Elle revendique l'assassinat de Daria Douguina le 20 août 2022, fille d'Alexandre Douguine, intellectuel d'extrême droite russe proche de Vladimir Poutine,,,.
L'attentat à la bombe de Saint-Pétersbourg du 2 avril 2023, ayant causé la mort du correspondant et blogueur militaire Maxime Fomine alias Vladlen Tatarskii, est revendiqué le 5 avril par l'organisation.
Des spécialistes de la Russie doutent néanmoins de l'existence de cette organisation et soupçonnent les services secrets russes d'avoir recours à cette couverture afin de mener des opérations sous fausse bannière afin de justifier l'intensification du conflit en Ukraine,.